# Bi-Yang-Mills-Gleichungen
Die Bi-Yang-Mills-Gleichungen (kurz Bi-YM-Gleichungen) sind in der Yang-Mills-Theorie eine Modifikation der Yang-Mills-Gleichungen. Ihre Lösungen werden Bi-Yang-Mills-Zusammenhänge (oder Bi-YM-Zusammenhänge) genannt. Vereinfacht ausgedrückt stehen Bi-Yang-Mills-Zusammenhänge zu Yang-Mills-Zusammenhängen wie diese zu flachen Zusammenhängen. Dies kommt daher, dass Yang-Mills-Zusammenhänge nicht unbedingt flach sind, aber zumindest lokal einen Extremwert der Krümmung annehmen, während Bi-Yang-Mills-Zusammenhänge nicht unbedingt Yang-Mills-Zusammenhänge sind, aber zumindest lokal einen Extremwert der linken Seite der Yang-Mills-Gleichungen annehmen. Während Yang-Mills-Zusammenhänge als nichtlineare Verallgemeinerungen von harmonischen Funktionen gesehen werden können, können Bi-Yang-Mills-Zusammenhänge als nichtlineare Verallgemeinerungen von biharmonischen Funktionen gesehen werden.

## Bi-Yang-Mills-Wirkung
Sei {\displaystyle G} eine kompakte Lie-Gruppe mit Lie-Algebra {\displaystyle {\mathfrak {g}}} und {\displaystyle E\twoheadrightarrow B} ein {\displaystyle G}-Hauptfaserbündel, wobei {\displaystyle B} eine kompakte orientierbare Riemannsche Mannigfaltigkeit mit Metrik {\displaystyle g} und Volumenform {\displaystyle \operatorname {vol} _{g}} ist. Sei {\displaystyle \operatorname {Ad} (E):=E\times _{G}{\mathfrak {g}}\twoheadrightarrow B} das adjungierte Vektorbündel. {\displaystyle \Omega ^{1}(E,{\mathfrak {g}})\cong \Omega ^{1}(B,\operatorname {Ad} (E))} ist der Raum der Zusammenhänge, welche entweder unter der adjungierten Darstellung {\displaystyle \operatorname {Ad} } invariante Lie-Algebra-wertige oder vektorbündelwertige Differentialformen sind. Da der Hodge-Stern-Operator {\displaystyle \star } mit der Metrik {\displaystyle g} und der Volumenform {\displaystyle \operatorname {vol} _{g}} auf der Basismannigfaltigkeit {\displaystyle B} definiert ist, wird gewöhnlich der zweite Raum benutzt.
Die Bi-Yang-Mills-Wirkung ist gegeben durch:
{\displaystyle \operatorname {BiYM} \colon \Omega ^{1}(B,\operatorname {Ad} (E))\rightarrow \mathbb {R} ,\operatorname {BiYM} (A):=\int _{B}\|\delta _{A}F_{A}\|^{2}\mathrm {d} \operatorname {vol} _{g}.}

## Bi-Yang-Mills-Zusammenhänge und -Gleichung
Ein Zusammenhang {\displaystyle A\in \Omega ^{1}(B,\operatorname {Ad} (E))} wird Bi-Yang-Mills-Zusammenhang genannt, wenn dieser ein kritischer Punkt der Bi-Yang-Mills-Wirkung ist, also:
{\displaystyle {\frac {\mathrm {d} }{\mathrm {d} t}}\operatorname {BiYM} (A(t))\vert _{t=0}=0.}
für jede glatte Familie {\displaystyle A\colon (-\varepsilon ,\varepsilon )\rightarrow \Omega ^{1}(B,\operatorname {Ad} (E))} mit {\displaystyle A(0)=A} gilt. Das gilt genau dann, wenn die Bi-Yang-Mills-Gleichungen erfüllt sind:
{\displaystyle (\delta _{A}\mathrm {d} _{A}+{\mathcal {R}}_{A})(\delta _{A}F_{A})=0.}
Für einen Bi-Yang-Mills-Zusammenhang {\displaystyle A\in \Omega ^{1}(B,\operatorname {Ad} (E))} wird dessen Krümmung {\displaystyle F_{A}\in \Omega ^{2}(B,\operatorname {Ad} (E))} als Bi-Yang-Mills-Feld bezeichnet.

## Stabile Bi-Yang-Mills-Zusammenhänge
Analog zu (schwach) stabilen Yang-Mills-Zusammenhängen lassen sich (schwach) stabile Bi-Yang-Mills-Zusammenhänge definieren. Ein Bi-Yang-Mills-Zusammenhang {\displaystyle A\in \Omega ^{1}(B,\operatorname {Ad} (E))} wird stabil genannt, wenn:
{\displaystyle {\frac {\mathrm {d} ^{2}}{\mathrm {d} t^{2}}}\operatorname {BiYM} (A(t))\vert _{t=0}>0}
für jede glatte Familie {\displaystyle A\colon (-\varepsilon ,\varepsilon )\rightarrow \Omega ^{1}(B,\operatorname {Ad} (E))} mit {\displaystyle A(0)=A} gilt. {\displaystyle A} wird schwach stabil genannt, wenn nur {\displaystyle \geq 0} gilt. Ein Bi-Yang-Mills-Zusammenhang, welcher nicht schwach stabil ist, wird instabil genannt. Für ein (schwach) stabilen oder instabilen Bi-Yang-Mills-Zusammenhang {\displaystyle A\in \Omega ^{1}(B,\operatorname {Ad} (E))} wird dessen Krümmung {\displaystyle F_{A}\in \Omega ^{2}(B,\operatorname {Ad} (E))} zudem als (schwach) stabiles oder instabiles Bi-Yang-Mills-Feld bezeichnet.

## Eigenschaften
- Yang-Mills-Zusammenhänge sind schwach stabile Bi-Yang-Mills-Zusammenhänge.[6]